# Abisara aita
Abisara aita là một loài bướm ngày thuộc họ Bướm ngao. Loài này được tìm thấy tại Sumatra và Borneo. Abisara aita được nhà côn trùng học Vương quốc Liên hiệp Anh Lionel de Nicéville mô tả khoa học năm 1893.